# Breakfast in America
Breakfast in America – szósty studyjny album brytyjskiego zespołu rockowego Supertramp, wydany 29 marca 1979 roku. W całości został nagrany w roku poprzednim w Village Recorder w Los Angeles. Zawiera cztery przeboje z amerykańskiej listy Billboard: „The Logical Song” (#6), „Take the Long Way Home” (#10), „Goodbye Stranger” (#15) i „Breakfast In America” (#62). Na brytyjskiej liście przebojów „The Logical Song” i tytułowy „Breakfast In America” dotarły do pierwszej dziesiątki.
Album okazał się największym komercyjnym sukcesem zespołu. Według klasyfikacji magazynu Billboard album „Breakfast in America” uplasował się na miejscu 84 listy najlepiej sprzedających się albumów wszech czasów na świecie z wynikiem ponad 20 mln sprzedanych egzemplarzy. W Stanach Zjednoczonych utrzymywał się przez 6 tygodni na miejscu pierwszym. Był też jednym z najlepiej sprzedających się albumów w roku 1979.
We Francji album ten jest najlepiej sprzedawanym albumem angielskojęzycznym w historii oraz trzecim najlepiej sprzedawanym albumem wszech czasów.
Nominowany był w 3 kategoriach do Nagrody Grammy za rok 1980, z czego zwyciężył w 2 kategoriach.
Jedną z tych nagród album otrzymał za okładkę projektu Mike’a Douda, przedstawiający widok Manhattanu z okien samolotu. Jednakże Statuą Wolności jest tutaj kelnerka (aktorka Kate Murtagh) trzymającą w ręce zamiast znicza szklankę z sokiem, a wieżowcami Manhattanu są utrzymane w białym kolorze m.in. butelki ketchupu, musztardy, octu, skrzynki na jajka, stosy filiżanek. Bliźniacze wieże World Trade Center przedstawione są jako dwa stosy pudełek. W pokonanym polu album pozostawił m.in. okładki takich zespołów jak Led Zeppelin i Talking Heads.

## Lista utworów
| Lp. | Tytuł                        | Kompozytorzy               | Wokal                                      | Czas |
| --- | ---------------------------- | -------------------------- | ------------------------------------------ | ---- |
| A1  | „Gone Hollywood”             | Rick Davies, Roger Hodgson | Rick Davies, Roger Hodgson                 | 5:20 |
| A2  | „The Logical Song”           | Rick Davies, Roger Hodgson | Roger Hodgson                              | 4:11 |
| A3  | „Goodbye Stranger”           | Roger Hodgson, Rick Davies | Rick Davies                                | 5:50 |
| A4  | „Breakfast in America”       | Rick Davies, Roger Hodgson | Roger Hodgson                              | 2:38 |
| A5  | „Oh Darling”                 | Rick Davies, Roger Hodgson | Rick Davies                                | 3:49 |
| B1  | „Take the Long Way Home”     | Rick Davies, Roger Hodgson | Roger Hodgson                              | 5:08 |
| B2  | „Lord Is It Mine”            | Rick Davies, Roger Hodgson | Roger Hodgson                              | 4:09 |
| B3  | „Just Another Nervous Wreck” | Rick Davies, Roger Hodgson | Rick Davies                                | 4:26 |
| B4  | „Casual Conversations”       | Rick Davies, Roger Hodgson | Rick Davies                                | 2:58 |
| B5  | „Child of Vision”            | Rick Davies, Roger Hodgson | Roger Hodgson, Rick Davies, John Helliwell | 7:25 |

## Skład
- Rick Davies – śpiew, instrumenty klawiszowe
- Roger Hodgson – śpiew, instrumenty klawiszowe, gitary
- John Anthony Helliwell – instrumenty dęte
- Dougie Thomson – gitara basowa
- Bob Siebenberg – perkusja

## Gościnnie
- Slyde Hyde – tuba, puzon
- Gary Mielke – oberheim
- Russel Pope

## Produkcja
- Producenci – Peter Henderson i Supertramp

## Pozycje na listach

### Albumy
| Lista 1992/1993                        | Pozycja |
| -------------------------------------- | ------- |
| Notowanie amerykańskie Billboard 200   | 1       |
| Notowanie austriackie                  | 1       |
| Notowanie brytyjskie (UK Albums Chart) | 3       |
| Notowanie francuskie                   | 1       |
| Notowanie holenderskie                 | 1       |
| Notowanie japońskie                    | 2       |
| Notowanie kanadyjskie                  | 1       |
| Notowanie niemieckie                   | 1       |
| Notowanie norweskie                    | 1       |
| Notowanie nowozelandzkie               | 1       |
| Notowanie szwedzkie                    | 2       |
| Notowanie włoskie                      | 3       |

### Single
| Rok  | Singiel                  | Pozycja UK            | Pozycja USA            |
| ---- | ------------------------ | --------------------- | ---------------------- |
| 1979 | „The Logical Song”       | 7 (UK Singles Chart)  | 6 (Billboard Hot 100)  |
| 1979 | „Breakfast In America”   | 9 (UK Singles Chart)  | 62 (Billboard Hot 100) |
| 1979 | „Goodbye Stranger”       | 57 (UK Singles Chart) | 15 (Billboard Hot 100) |
| 1979 | „Take the Long Way Home” |                       | 10 (Billboard Hot 100) |

## Certyfikaty i sprzedaż
| Kraj            | Certyfikacja        | Sprzedaż  |
| --------------- | ------------------- | --------- |
| Francja         | platynowa płyta     | 3 072 100 |
| Holandia        | platynowa płyta     |           |
| Japonia         |                     | 178 000   |
| Kanada          | diamentowa płyta    | 1 000 000 |
| Niemcy          | platynowa płyta     |           |
| USA             | 4 x platynowa płyta | 4 000 000 |
| Wielka Brytania | platynowa płyta     | 300 000   |

## Nagrody
Nagrody Grammy
| Rok  | Zwycięzca            | Kategoria                                               |
| ---- | -------------------- | ------------------------------------------------------- |
| 1980 | Breakfast in America | Nagroda Grammy dla Best Recording Package               |
| 1980 | Breakfast in America | Nagroda Grammy dla Best Engineered Album, Non-Classical |

| Rok  | Nominowany           | Kategoria                            |
| ---- | -------------------- | ------------------------------------ |
| 1980 | Breakfast in America | Nagroda Grammy dla Album of the Year |